# Ipato
Ipato, dal latino hypatus o ypatus, a sua volta dal greco hypatos ( ὕπατος ), generalmente tradotto come console, fu il titolo assunto dai governanti delle città-Stato tirreniche tra il nono e l'undicesimo secolo in segno di sottomissione all'Impero bizantino, che durante l'Alto Medioevo controllava il Sud della penisola. Col passare del tempo, quando il potere bizantino nella regione cominciò a vacillare, e l'autonomia delle città-Stato aumentò, i governanti assunsero titoli più latini come consul o dux, da cui derivò in seguito il titolo di duca e di doge.
Uno degli ipati più famosi fu quello di Gaeta (notare che curiosamente a Gaeta è in uso il termine, scorretto, ipata). Iniziato con Costantino (839-866), il regno degli ipati a Gaeta si trasformò in un potentato quando nell'877 Giovanni I di Gaeta ottenne il titolo patricius, nel senso tardo-imperiale di "guida militare", dall'Imperatore, come ricompensa per la sconfitta dei Saraceni; suo figlio Docibile II di Gaeta assunse ufficialmente il titolo dux nel 930, in segno di indipendenza dall'Impero bizantino, e diede così inizio al ducato di Gaeta. Il femminile del termine era ipatessa (latino ypatissa), ma fu sostituito con ducissa da Docibile II per la sua consorte Orania.